# Desa Watuagung (administrativ by i Indonesien, Jawa Timur, lat -8,25, long 111,52)
Desa Watuagung är en administrativ by i Indonesien.   Den ligger i provinsen Jawa Timur, i den västra delen av landet, 600 km öster om huvudstaden Jakarta.